# Pheucticus melanocephalus
El picogrueso cabecinegro o picogordo tigrillo (Pheucticus melanocephalus) es una especie de ave paseriforme de la familia Cardinalidae (cardenales, pirangas, picogordos, colorines y parientes).

## Descripción

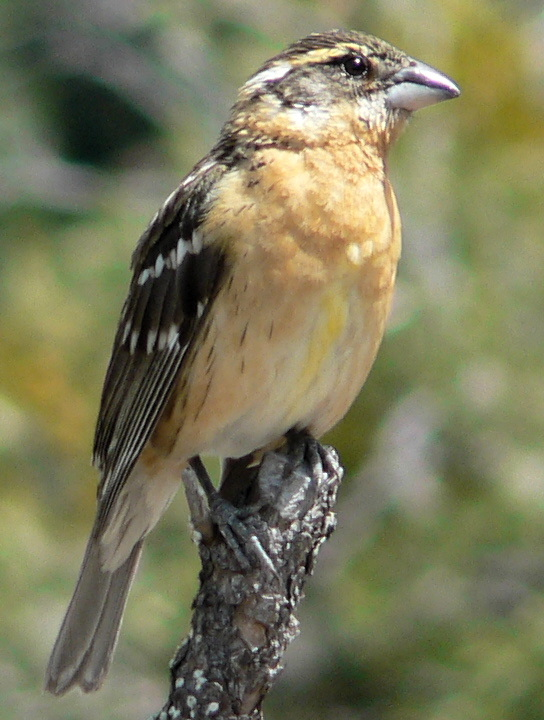
Una hembra de picogrueso pechicafé.

La longitud aproximada en individuos adultos es de unos 19 cm desde el pico hasta la cola, lo que los hace aves grandes. La cabeza de los machos es negra, lo mismo que las alas y la cola, pero estas dos últimas tienen manchas blancas. El pecho es color naranja y el vientre amarillo.
La hembra tiene la cabeza parda, y el cuello y la espalda presentan rayas negras, similares a las del gorrión doméstico (Passer domesticus), a diferencia que las hembras de la especie aquí tratada son mucho mayores. Tiene también rayas blancas en a cabeza, sobre el ojo y en las mejillas. El pecho es generalmente café claro con rayas en los costados. La cola es parda grisácea, lo mismo que las alas, pero éstas presentan rayas blancas evidentes. Se distingue de la hembra del picogrueso pechirrosa (Pheucticus ludovicianus) porque ésta tiene el pecho más blanco y más rayado. en el centro de México llamada también Tigrillo
Se hibrida con el picogrueso pechirrosa en el límite este de su distribución.

## Hábitat
El picogrueso pechicafé prefiere los bosques caducifolios y mixtos, donde hay árboles de altura elevada y arbustos densos; también habita bosques de galerías, en ríos y lagos, y en áreas suburbanas. Al parecer evita los bosques de coníferas.

## Anidación
Las hembras elaboran sus nidos entre el follaje de los árboles o en arbustos densos. El nido, en forma de cuenco, se fabrica de finas hojas de pasto, raicillas, corteza y agujas de coníferas. La hembra pone de 2 a 5 huevos color verde pálido, azul o gris, con manchas rojizas y pardas. Los huevos son incubados por el macho y la hembra durante 12 o 14 días. Los polluelos abandonan el nido tras 11 o 12 días después de la eclosión, pero se mantienen sin poder volar durante otras dos semanas. Los individuos juveniles son alimentados por ambos padres. Generalmente hay una sola puesta por año, pero también se han registrado dos.

## Voz
Es un canto parecido al de un zorzal pechirrojo (Turdus migratorius) pero más dulce, rápido y fluido. La nota de llamado es un ik.

## Alimentación
El picogrueso pechicafé se alimenta de semillas, insectos, arácnidos y frutillas. En el verano, su alimento consiste principalmente en arañas, moluscos e insectos. Es una de las pocas aves que pueden alimentarse de la venenosa mariposa monarca, a la que depredan en el invierno.

## Distribución
Su distribución se extiende desde la costa del océano Pacífico hasta el centro de las Grandes Llanuras de Estados Unidos y desde el extremo suroeste de Canadá (Columbia Británica y Alberta) hasta las montañas del sur de México (Oaxaca). Las poblaciones de Canadá y Estados Unidos son altamente migratorias, desplazándose a México durante el inicio del otoño para regresar una vez entrada la primavera. Las poblaciones que anidan en México permanecen allí todo el año. En México se le ha observado en prácticamente todas sus regiones exceptuando la Planicie costera del Golfo, el sur de las Sierras y llanuras del norte y la península de Yucatán. Prefiere el bosque caducifolio y mixto con árboles altos y arbustos densos; también habita el bosque de galerías, en ríos y lagos y áreas suburbanas. Al parecer evita el bosque de coníferas. La IUCN 2019-1 considera a la especie como de preocupación menor.